# Звонимир Бобан
Звонимир Бобан (на хърватски: Zvonimir Boban) е хърватски футболист, роден на 8 октомври 1968 г. в Имотски. Бобан е бронзов медалист от СП 1998 във Франция, а през 1987 г. става световен шампион до 20 г. с отбора на Югославия.

## Клубна кариера
Бобан започва професионалната си кариера в Динамо Загреб през 1985 г. Още при дебюта си срещу НК Радник на 12 декември отбелязва два гола. Едва на 18 години той вече носи капитанската лента. Не играе през сезон 1988/1989, защото отбива военна служба. Бобан се превръща в национален герой за хорватите, особено сред националистите и сепаратистите, след като на 13 май 1990 г. по време на домакинската среща срещу Цървена звезда изритва югославски полицай, който преди това е набил фен на Динамо (видео от Youtube). За това си деяние е наказан от Югославската футболна федерация за осем месеца. Ритникът на Бобан се превръща в символ на противопоставянето срещу белградския режим.
През 1991 г. Бобан подписва договор с Милан, но веднага след това е даден под наем за един сезон на Бари, за да не заема място на един от разрешените по това време трима чужденци докато се аклиматизира. За девет години в Милан Бобан става четири пъти шампион на Италия, а през 1994 г. печели Шампионската лига. През 2001 г. отива под наем в испанския Селта Виго, но не се налага като титуляр и решава да сложи край на кариерата си още преди края на сезона.

## Национален отбор
Звонимир Бобан е основен футболист на югославския национален отбор до 20 г. при спечелването на световната титла през 1987 г. Пропуска СП 1990 в Италия заради гореспоменатия инцидент и последвалото наказание. Преди Хърватия да обяви независимост, Бобан изиграва осем мача за „А“ отбора на Югославия. След това е основната фигура в Хърватия и извежда отбора като капитан на Евро 1996 в Англия и СП 1998. На това световно първенство Хърватия печели третото място, но Бобан няма добри спомени от полуфиналния мач срещу Франция, защото след негова грешка французите успяват да изравнят резултата минута след като хърватите повеждат (впоследствие печелят с 2:1), а освен това Бобан играе с контузия през второто полувреме.

## Кариера след отказването от футбола
След като прекратява активната си футболна кариера, Бобан завършва история в Загребския университет. След това започва работа като главен редактор на всекидневника Спортске новости, футболен коментатор в хърватския телевизионен канал RTL Телевизия и италианския SKY Италия и колумнист в италианския спортен всекидневникГазета дело Спорт. Освен това Бобан е собственик на бар, носещ неговото име, в Загреб.

## Успехи
Югославия
- 1х Световен шампион за младежи до 20 г.: 1987

Хърватия
- 1х Бронзов медалист от Световно първенство по футбол: Франция 1998

Милан
- 1х Носител на Суперкупата на Европа: 1994
- 1х Шампионска лига: 1994
- 1х Финалист в Шампионската лига: 1995
- 4х Шампион на Италия: 1993, 1994, 1996 и 1999
- 3х Носител на Суперкупата на Италия: 1992, 1993 и 1994